# Marcellus Jones
Marcellus Ephraim Jones (5. juni 1830 – 9. oktober 1900) antages at være den soldat der affyrede det første skud i slaget ved Gettysburg (1863).

## Biografi
Jones blev født i Poultney i Vermont, søn af Ephraim og Sophia (Page) Jones. Hans far var vognmager og Marcellus var et af 7 børn. 
I 1858 flyttede Jones til Illinois, hvor han etablerede et større byggefirma. Han boede i Danby (nu Glen Ellyn), indtil den amerikanske borgerkrig hvor Abraham Lincoln bad om frivillige. Jones lod sig indrullere i F kompagni af 8. Illinois kavaleriregiment den 5. august 1861. Jones blev udnævnt til sekondløjtnant den 5. december 1862, premierløjtnant den 4. juli 1864 og kaptajn den 10. oktober 1864. Alle tre udnævnelser blev underskrevet af guvernøren fra Illinois Richard Yates.
Den 1. juli 1863 havde Jones kommandoen over en af regimentets spejdergrupper på landevejen Chambersburg Pike, som var vejen Lees arme benyttede til at marchere fra Cashtown til Gettysburg. Omkring kl. 7.30 bemærkede Jones en støvsky på vejen mod vest, hvilket indikerede at de konfødererede nærmede sig. På det tidspunkt lånte Jones korporal Levi S. Shafers karbin, tog sigte med støtte på et gærde og affyrede på ca. 650 meters afstand et skud mod "en officer på en hvid eller lysegrå hest". Hans skud var det første af omkring 1 mio. skud, der blev affyret ved Gettysburg i løbet af de næste tre dage. 

## Senere liv
Den 1. september 1864 giftede Jones sig med Naomi E. Mecham. Efter krigen bosatte parret sig i Wheaton i Illinois og Jones fortsatte med at bygge og flytte huse. 
Jones var aktiv i lokalsamfundet på en række poster. Han var skatteopkræver, byrådsmedlem og i 1882 blev han valgt til amtets sheriff for en fireårig periode. I 1890 blev han udnævnt til postmester af præsident Harrison. Jones var et prominent medlem af den lokale afdeling af veteranorganisationen Grand Army of the Republic og var dens første kommandant. Han var medlem af frimurerne. Han blev beskrevet som en stålsat Republikaner, og "hans offentlige, militære og private liv er ligeledes uden dadel". Han blev altid husket som manden der affyrede det første skud ved Gettysburg. Jones forblev et fremtrædende medlem af lokalsamfundet indtil sin død. 
I 1886 blev der opstillet et monument på stedet hvor Jones affyrede det første skud i slaget. Jones var tilstede da monumentet blev afsløret. Monumentet står fortsat på den nordlige side af Rt. 30 (Chambersburg Pike) ved krydset med Knoxlyn Road.

## Eksterne kilder
- The Battle of Gettysburg: Who Fired the First Shot? Arkiveret 10. august 2006 hos  Wayback Machine
- Marcellus Jones' Marker Arkiveret 31. januar 2008 hos  Wayback Machine
- Marcellus Jones' House Arkiveret 6. januar 2009 hos  Wayback Machine
- Biografi over Marcellus E. Jones